# ФК „Бенковски 2006“
ФК Бенковски 2006 (Црънча) е футболен клуб от село Црънча, община Пазарджик, основан през 2006 година. Отборът е възстановен след близо 15-годишно отсъствие на футболната карта. Старите имена на клуба са „Сините стрели“ и „Родопски спортист“, а клубните цветове понастоящем са жълто и черно. Мачовете си отборът играе на стадион „Георги Бенковски“ в село Црънча, построен през 1973 година.
Най-успешният период за отбора настъпва през 2009 година, когато отборът е сработен колектив от добри футболисти и печели първо място в Б ОФГ – Юг, но поради финансови проблеми не успява да се изкачи в по-горна дивизия.
Следващият сезон 2009/20010 се стига дотам, че една дузина футболисти напускат и отборът трудно се събира за своите мачове въпреки усилията на щаба да се изгради нова селекция, нещата не потръгват.
След мача с „Кале 09“ (Нова Махала) през сезон 2009/2010, който е прекратен в 55-а минута, са наказани за по 2 години ветераните Ангел Тилев, Боян Аврониев, Васил Пеев и Георги Трифонов. Стига се дотам, че отборът трябва да играе мачовете с по 7 души. През пролетния полусезон тимът от Црънча изиграва 6 мача и записва едно от най-големите си поражение в историята с 13:1, което принуждава ръководството на црънчани да разпусне отбора, за жалост на многобройната и симпатична публика.
През лятото на 2015 г. отборът отново е възстановен след 5-годишна пауза. Бенковски завършва сезон 2015/16 на 6-о място в крайното класиране. Кампания 2016/17 не се оказва успешна за „войводите“ и те завършват предпоследни. Следващият сезон 2017/18 Бенковски показва добра игра и се изкачва до седмото място, а година по-късно (2018/19) завършва девети. През есента на сезон 2019/20 отборът играе неубедително и завършва полусезона предпоследен. Пролетният полусезон не се играе поради настъпването на пандемията от коронавирус и така Бенковски завършва сезона на 10-то място в крайното класиране. През кампания 2020/21 клубът си поставя високи цели и заема 3-то място в крайното класиране, като това е най-доброто постижение на црънчани от повторното им възстановяване през 2015 г.

## Стари емблеми
През цялата си история от 1942 г. до наши дни представителният отбор на село Црънча е носил три имена: „Сините стрели“ (приблизително от 1942 г. до 1968 г.), „Родопски спортист“ (приблизително от 1970 г. до 1993 г.) и „Бенковски“ (от 2006 г. до настоящия момент). Ангел Нейков, на позиция PR в клуба, в края на 2020 г. прави проект на старите емблеми, които отборът е носил през изминалия век.

## Стадион
ФК „Бенковски“ играе домакинските си срещи на стадион „Георги Бенковски“ в село Црънча, община Пазарджик.

## Състав 2020/2021
| Пост         | Име на играча       |
| ------------ | ------------------- |
| Вратар       | Ангел Вергов        |
| Вратар       | Мариян Арабаджийски |
| Вратар       | Николай Караджов    |
| Вратар       | Ненко Вергов        |
| Защитник     | Васил Велчев        |
| Защитник     | Атанас Кузманов     |
| Защитник     | Георги Стоицов      |
| Защитник     | Стефан Тасев        |
| Защитник     | Иван Кузманов       |
| Защитник     | Лъчезар Велев       |
| Полузащитник | Николай Велчев      |
| Полузащитник | Петър Маджаров      |
| Полузащитник | Стоил Дамянов       |
| Полузащитник | Димитър Арнаудов    |
| Полузащитник | Филип Фингарски     |
| Полузащитник | Стоил Чалъков       |
| Полузащитник | Наско Никленов      |
| Нападател    | Богомил Мандажиев   |
| Нападател    | Васил Чипилов       |
| Нападател    | Тодор Динков        |
| Нападател    | Александър Пенчев   |
| Нападател    | Десислав Атанасов   |

## Отличия
- Отличия на мъжкия представителен отбор:

А ОГ:
Второ място (1 път) – сезон 1971/72
Б ОГ:
Шампион (2 пъти ?) – сезон 1981/82, сезон 2008/09
Турнир "Winter Cup":
Шампион (1 път) - 21.02.2021г.
- Отличия на детския представителен отбор:

Елитна група:
Второ място (2 пъти) – сезон 1972/73, сезон 1973/74
Трето място (1 път) – сезон 1971/72

## Известни играчи
Известни играчи от село Црънча са халфът Боян Никленов, играл за Хебър и в А група, понастоящем треньор на Бенковски и вратарят Нено Вергов.
От сезон 2020/21 в отбора играе опитният страж Николай Караджов, който е юноша на ПФК Ботев (Пловдив), защитавал още цветовете на ФК Кюстендил, ФК Черноморец (Бургас) и други. В чужбина той е носил екипите на ФК Тасос и ФК Раднички (Ниш), когато играе и полуфинал за купата на Македония. През 2006 г. стражът с над 900 мача в своята кариера завършва школа за треньор на вратари в Кьолн, Германия. Друго популярно име е това на бранителя Калин Кумановали, познат от престоя му в Бенковски, когато отборът печели шампионската титла през 2009 г., носил още екипите на ФК Аполи 99, ФК Левски (Паталеница), ФК Брестник 1948, ФК Белащица и др.

## Присъствие в онлайн пространството
ФК „Бенковски“ Црънча е изключително добре застъпен в интернет пространството, като отборът, макар и аматьорски, може да се похвали с едни от най-добре поддържаните страници във Facebook и в Instagram не само в област Пазарджик, а и в България като цяло. Заслуга за което има единствено студентът в ТУ и PR на „войводите“ Ангел Нейков. Клубът може да се похвали с официален уеб сайт, YouTube-канал, както и с онлайн фен магазин, достъпен от страницата във Фейсбук. Препратки към официалните канали на Бенковски може да откриете в следвващата графа от настоящата страница.